# Pennants parakit
Pennants parakit (Platycercus elegans, engelsk: crimson rosella) er en papegøje fra det østlige og sydøstlige Australien, som også er blevet indført til New Zealand og Norfolk Island. Den er almindelig i bjergskove og haver. Som arten nu er klassificeret, omfatter den også to underarter, som tidligere blev regnet for egne arter, gul rosella og Adelaiderosella.

## Taksonomi
Pennants parakit blev beskrevet i 1788 af den tyske naturhistoriker Johann Friedrich Gmelin i hans reviderede og udvidede udgave af Carl von Linnés Systema Naturae. Han kategoriserede den som en en papegøje i slægten Psittacus og gav den navnet Psittacus elegans. Det latinske navn var allerede blevet brugt i 1605 af den flamske botaniker Carolus Clusius i hans bog Exoticorum libri decem om kravepapegøjen. Det var dog før Linnés taksonomi.
Pennants parakit blev beskrevet af John Latham i 1781 og navngivet "Beautiful Lory" efter et eksemplar i Sir Joseph Banks' samling. Senere, i 1787, gav han den navnet "Pennantian Parrot" efter naturhistorikeren Thomas Pennant. Latham gav den dog ikke et videnskabeligt artsnavn før 1790, da han navngav den Psittacus pennantii.
Nicholas Aylward Vigors beskrev slægten Platycercus i 1825, baseret på opbygningen af fjerene i vingerne og halen. Han betegnede Pennants parakit (som Platycercus pennantii) som typearten.
De fleste forfattere benyttede Lathams kombination Platycercus pennantii indtil 1891, da den italienske zoolog Tommaso Salvadori dokumenterede, at P. elegans havde førsteprioritet, hvilket blev almindeligt anerkendt herefter.
Edward Pierson Ramsay beskrev underarten nigrescens i 1888 og bemærkede dens mørkere røde fjerdragt, sorte ryg og nakke, dens mindre størrelse men alligevel større næb. Den var kendt som "northern crimson parrot" eller "Campbell's parakeet".
I 1941 foreslog Herbert Condon, at gul rosella og Adelaiderosella skulle reklassificeres som underarter af Pennants parakit.
"Crimson rosella" (crimson betyder højrød) er det engelske navn, fuglen har fået af International Ornithologists' Union (IOC). Det var dog først i 1926. Før da var den kendt som "crimson parrot", og betegnelsen "rosella" blev kun brugt om eastern rosella. Navnet "blue-cheeked rosella" (blåkindet rosella) blev foreslået, da de gule underarter blev lagt under elegans, men det har aldrig vundet indpas.
I dag kaldes de røde underarter i daglig tale crimson rosella, men en række andre navne benyttes nogle gange: red lowry, Pennant's parakeet, Campbell parakeet, (blue) mountain parrot, (blue) mountain lowry eller bare lowry. Cayley rapporterede, at de første to alternativer var de mest almindelige i starten af det 20. århundrede. Pennant's parakeet har også overlevet som fuglens danske navn. På Norfolk Island kaldes den red parrot.
Gul rosella (yellow rosella) har også en række alternative navne som Murrumbidgee lowry, murray rosella, swamp lowry og yellow-rumped parakeet. Fuglen blev beskrevet som Platycercus flaveolus af John Gould, som gav den navnet yellow-rumped parakeet. Den blev reduceret til en underart, da man opdagede, at gul rosella og Pennants parakit parrer sig med hinanden, hvor bestandene overlapper. Dette sker dog ikke hyppigt, og et mindretal af autoriteter mener, at gul rosella skal være en selvstændig art.

## Beskrivelse
Platycercus elegans er en mellemstor australsk papegøje på 36 cm, hvoraf en stor del er halen. Der er syv underarter, hvoraf de tre er røde. Den røde farve er erstattet af gul i underarten gul rosella og af en blanding af rød, orange og gul i adelaiderosella.
Voksenfugle såvel som ungfugle kan have meget forskellige farver i de sydøstlige bestande. Ungfuglene har overvejende en grønoliven fjerdragt, mest udtalt i nakken og på brystet. Alle underarter har blå kinder, blå kanter på vingerne og blå hale. De blå halefjer er populære som dekoration hos atlaskløvhyttefuglen. Næbbet er bleggråt og øjnene mørkebrune.
Der er kun lille forskel mellem kønnene. Den største forskel er størrelsen. Hannerne er op til 15% større og har et relativt bredere næb.

### Underarter
P. elegans elegans er nominatformen og lever i Victoria og det østlige New South Wales. P. elegans nigrescens findes langs kysten i det nordøstlige Queensland, og P. elegans melanoptera findes på Kangaroo Island. Den største forskel mellem disse er størrelsen: nigrescens er den mindste og melanoptera den største. Begge er lidt mørkere end nominatformen.
Ungfuglene hos P. e. nigrescens mangler den grønne ungfugledragt, som findes hos de andre underarter.

### Gul rosella
Gul rosella (engelsk: yellow rosella), som lever langs Murray River og flere af dens bifloder, blev i 1968 reklassificeret som underart P. elegans flaveolus, da den parrer sig med P. elegans elegans, hvor deres udbredelsesområder overlapper. Den største forskel er, at den røde farve er erstattet med gul, og halen er mere grønlig.

### Adelaiderosella
Adelaiderosellaen, der som navnet antyder findes i Adelaide og omegn, blev tidligere regnet for at være en selvstændig art, men anses nu for at være en hybrid bestand, som er opstået ved krydsning mellem P. elegans flaveolus og P. elegans elegans. Begge disse underarter parrer sig med Adelaiderosellæn, hvor deres udbredelsesområder overlapper, og der er tydelig variation i fjerdragten fra mørk orangerød i syd til lys orangegul i nord. Varianter, som er meget tæt på gul rosella, kaldes subadelaidae.

### Mutationer
Nominatformen er primært rød, men i fangenskab findes farvemutationer, som er blå, gule, hvide og kanelfarvede.

## Udbredelse
Pennants parakit findes i det sydøstlige South Australia, Tasmanien, Victoria og kysten af New South Wales til det sydøstlige Queensland. En isoleret bestand lever i det nordlige Queensland.
Omkring 1910 blev et lille antal Pennants parakitter og nogle rosellaer sluppet løs ved Otago Heads i New Zealand. De parrede sig indbyrdes, og i 1950'erne var der ikke flere rene Pennants parakitter. Den blandede bestand findes stadig. Pennants parakit fandtes også i Wellington fra 1963 til starten af 1990'erne To Pennants parakitter blev også registreret for foden af Tararua i 1971. Den regnes nu for at være uddød i New Zealand.
Pennants parakit blev taget med til Norfolk Island som burfugl allerede mens øen var en straffekoloni. Undslupne fugle blev observeret før 1838 og var talrige i 1900. De er lokalt kendt som "red parrots" for at adskille dem fra "green parrots", som er den indfødte Norfolkparakit.
I sit australske udbredelsesområde er Pennants parakit almindelig i kyst- og bjergskove i alle højder helt op til trægrænsen. De foretrækker ældre og fugtige skove, men findes i alle skovtyper. De findes også i kulturlandskaber som marker, græsarealer, parker, haver og golfbaner. De findes sjældent, hvor der ikke er træer. Om natten raster de i træer på højtsiddende grene.

## Adfærd
Næsten alle Pennants parakitter er standfugle, men nogle bestande regnes for at være strejffugle. Uden for ynglesæsonen optræder Pennants parakitter enten i par eller små grupper. De største grupper er typisk med ungfugle, som kan samles i flokke på op til 20 fugle. Når de søger efter føde, er de meget synlige og støjende. Pennants parakitter er monogame og i ynglesæsonen søger de voksne kun føde sammen med deres mage.
I følge et studie kan Pennants parakitter identificere andre fugle af samme underart på lugten.

### Føde
Pennants parakitter søger føde i træer, buske og på jorden. De spiser frugt, frø, nektar, bær og nødder fra mange forskellige planter, bl.a. fra familierne Myrtaceae, Asteraceae og Rosaceae. Selv om de spiser frø og frugt, gør de ikke megen gavn som frøspredere, da de knuser frøene, når de spiser dem. Deres fødevalg gør dem ofte upopulære blandt farmere, som får frugt- og kornhøst ødelagt af fuglerne, og tidligere blev et stort antal fugle skudt af samme årsag. Adelaiderosellaer er kendt for at spise kirsebærknopper. Pennants parakitter spiser også mange insekter og deres larver, som f.eks termitter, bladlus, biller, sommerfuglelarver, møl og bugsvømmere.

### Yngleforhold
Redestedet er i mere end én meter dybe huller i træstammer, træstubbe eller tykke grene. Rederne kan være op til 30 meter over jorden. Det er hunnen, som vælger redestedet. Når stedet er valgt, vil begge fugle fore reden med træflis, som de gnaver af fra siderne af hullet. De bringer ikke redemateriale til udefra. Kun ét par bygger rede i det samme træ. Parret beskytter reden ved at sidde udenfor og skræppe af artsfæller, som nærmer sig. De prøver også at skræmme artsfæller fra at bygge rede i de nærmeste træer.
Ynglesæsonen er fra september til februar, men den varierer med mængden af regn. I våde år starter den før og slutter senere. Æglægningsperioden er typisk midt- og slutoktober. Kuldstørrelsen er 3–8 æg, som lægges med typisk 2 dages mellemrum. Æggene er hvide og lidt skinnende. De måler 28 gange 23 millimeter. Den gennemsnitlige rugetid er 19, men den varierer mellem 16 og 28 dage. Kun hunnen ruger. Der fødes flest hunner og kun 41,8% af ungerne er hanner. De første 6 dage er det kun hunnen, der fodrer ungerne. Ungerne bliver fodret i reden i 5 uger og yderligere 5 uger efter de har forladt reden. Ungerne flyver herefter i flokke med andre ungfugle. Ungfuglene får voksen fjerdragt, når de er 16 måneder.

## Trusler
Fuglens naturlige fjender er vandrefalk, lys duehøg og stor høgeugle såvel som katte og ræve. Possummer og currawonger menes også at tage æg fra rederne. Overraskende nok er fuglen dog sin egen værste fjende. I ynglesæsonen er det almindeligt, at hunnerne flyver til andre reder og ødelægger æggene. Det er faktisk den hyppigste årsag til, at æg ikke udruges. Adfærden menes at skyldes en kamp om redehuller, da en rede med ødelagte æg vil blive forladt, og fuglene plejer at yngle i det samme område fra år til år.
Et nyt studie har vist, at hybridfugle er mere modstandsdygtige mod sygdomme end de racerene. Videnskabsfolk fra Deakin University i Geelong, Victoria, studerede smittemønstre for næb- og fjersygdomme hos Pennants parakit i det sydøstlige Australien. Det omfattede flere bestande af hybrider i det nordøstlige Victoria og sydlige New South Wales, som levede, hvor de to underarter (Platycercus elegans flaveolus og P. elegans elegans) overlappede. De fandt at hybride fugle klarede sig bedre mod en potentielt dødelig virus (et eksempel på heterosis).